# نينا بايرون
نينا بايرون (بالإنجليزية: Nina Byron)‏ هي ممثلة نيوزيلندية، ولدت في 27 يوليو 1900 في كرايستشرش في نيوزيلندا، وتوفيت في 21 يناير 1987 في لينشبرغ في الولايات المتحدة.

## وصلات خارجية
- نينا بايرون على موقع IMDb (الإنجليزية)
- نينا بايرون على موقع قاعدة بيانات برودواي على الإنترنت (الإنجليزية)
- نينا بايرون على موقع قاعدة بيانات الفيلم (الإنجليزية)